# Okenia amoenula
Okenia amoenula (Bergh, 1907) è un mollusco nudibranchio della famiglia Goniodorididae.
L'epiteto specifico deriva dal latino amoenulus, cioè piacevole, ridente.